# Travelogue (The Human League-album)
Denna artikel handlar om The Human League's album. För Kashmirs album se Travelogue.
Travelogue är det andra studioalbumet av det engelska synthpopbandet The Human League. Det var det sista Human League-album som släpptes innan de två ursprungsmedlemmarna Martyn Ware och Ian Craig Marsh lämnade bandet. Albumet spelades in i mars 1980 i Sheffield.
Skivan är producerad av Human League och Richard Manwaring, förutom "Being Boiled" som är producerad av Human League och John Leckie. Låten "Toyota City" är inspelad redan 1978.
Virgin Records remastrade och återutgav Travelogue 1988 med en utökad låtlista bestående av tidiga singlar och EP:n Holiday '80.

## Låtlista
1. "The Black Hit of Space" (Ware, Marsh, Oakey, Wright) – 4:11
2. "Only After Dark" (Richardson, Ronson) – 3:51
3. "Life Kills" (Ware, Marsh, Oakey, Wright) – 3:08
4. "Dreams of Leaving" (Ware, Marsh, Oakey, Wright) – 5:52
5. "Toyota City" (Ware, Marsh, Oakey, Wright) – 3:21
6. "Crow and a Baby" (Ware, Marsh, Oakey, Wright) – 3:43
7. "The Touchables" (Ware, Marsh, Oakey, Wright) – 3:21
8. "Gordon's Gin" (Wayne) – 2:59
9. "Being Boiled" (Marsh, Oakey, Ware) – 4:22
10. "WXJL Tonight" (Ware, Marsh, Oakey, Wright) – 4:46

### Bonuslåtar
1. "Marianne" (Marsh, Oakey, Ware) – 3:17
2. "Dancevision" (Marsh, Ware) – 2:22
3. "Rock 'n' Roll/Night Clubbing" (Bowie, Glitter, Leander, Osterberg) – 6:23
4. "Tom Baker" (Oakey, Wright) – 4:01
5. "Boys and Girls" (Oakey, Wright) – 3:14
6. "I Don't Depend on You" (Marsh, Oakey, Ware) – 4:36
7. "Cruel" (Marsh, Oakey, Ware) – 4:45

## Kuriosa
Låten "Tom Baker", som var baksida på singeln "Boys and Girls", anspelar på en skådespelare som spelade Doctor Who.
"I Don't Depend on You" gavs ut som singel under pseudonymen The Men.